# Campeonato Europeu de Fórmula 3 da FIA de 2017
O Campeonato Europeu de Fórmula 3 da FIA de 2017 foi a sexta edição da categoria sob chancela da FIA, e a 26ª da história, incluindo a primeira versão, entre 1975 e 1984, e a Euroseries, entre 2003 e 2012.

## Equipes e pilotos
Todas as equipes competiram com chassis Dallara, e 19 pilotos disputaram o campeonato.
| Equipe                | No. | Piloto              | Status | Motor      | Rodadas |
| --------------------- | --- | ------------------- | ------ | ---------- | ------- |
| Motopark              | 1   | Joel Eriksson       |        | Volkswagen | 1       |
| Motopark              | 33  | Marino Sato         | R      | Volkswagen | 1       |
| Motopark              | 47  | Keyvan Andres Soori |        | Volkswagen | 1       |
| Prema Powerteam       | 3   | Maximilian Günther  |        | Mercedes   | 1       |
| Prema Powerteam       | 8   | Guanyu Zhou         |        | Mercedes   | 1       |
| Prema Powerteam       | 25  | Mick Schumacher     | R      | Mercedes   | 1       |
| Prema Powerteam       | 53  | Callum Ilott        |        | Mercedes   | 1       |
| Van Amersfoort Racing | 5   | Pedro Piquet        |        | Mercedes   | 1       |
| Van Amersfoort Racing | 17  | Harrison Newey      |        | Mercedes   | 1       |
| Van Amersfoort Racing | 55  | David Beckmann      |        | Mercedes   | 1       |
| Van Amersfoort Racing | 96  | Joey Mawson         | R      | Mercedes   | 1       |
| Hitech Grand Prix     | 7   | Ralf Aron           |        | Mercedes   | 1       |
| Hitech Grand Prix     | 11  | Tadasuke Makino     |        | Mercedes   | 1       |
| Hitech Grand Prix     | 34  | Jake Hughes         |        | Mercedes   | 1       |
| Hitech Grand Prix     | 99  | Nikita Mazepin      |        | Mercedes   | 1       |
| Carlin                | 21  | Jake Dennis         |        | Volkswagen | 1       |
| Carlin                | 27  | Jehan Daruvala      | R      | Volkswagen | 1       |
| Carlin                | 31  | Lando Norris        | R      | Volkswagen | 1       |
| Carlin                | 62  | Ferdinand Habsburg  |        | Volkswagen | 1       |

### Mudanças de pilotos
- Ralf Aron: Prema Powerteam → HitechGP.[14]
- David Beckmann: Mücke Motorsport → Van Amersfoort Racing.[12]
- Callum Ilott: Van Amersfoort Racing → Prema Powerteam[9]
- Guanyu Zhou: Van Amersfoort Racing → Prema Powerteam[7]

## Calendário
Foi anunciado em 30 de novembro de 2016 um calendário provisório de dez rodadas. O calendário finalizado foi anunciado em 16 de dezembro de 2016.
| R. | RN | Circuito                                     | Data           | Apoio                             |
| -- | -- | -------------------------------------------- | -------------- | --------------------------------- |
| 1  | 1  | Circuito de Silverstone, Silverstone         | 14 de abril    | 6 Hours of Silverstone            |
| 1  | 2  | Circuito de Silverstone, Silverstone         | 15 de abril    | 6 Hours of Silverstone            |
| 1  | 3  | Circuito de Silverstone, Silverstone         | 16 de abril    | 6 Hours of Silverstone            |
| 2  | 4  | Autódromo Nacional de Monza, Monza           | 29 de abril    | WTCC Race of Italy                |
| 2  | 5  | Autódromo Nacional de Monza, Monza           | 30 de abril    | WTCC Race of Italy                |
| 2  | 6  | Autódromo Nacional de Monza, Monza           | 30 de abril    | WTCC Race of Italy                |
| 3  | 7  | Circuito de Pau-Ville, Pau                   | 20 de maio     | Pau Grand Prix                    |
| 3  | 8  | Circuito de Pau-Ville, Pau                   | 21 de maio     | Pau Grand Prix                    |
| 3  | 9  | Circuito de Pau-Ville, Pau                   | 21 de maio     | Pau Grand Prix                    |
| 4  | 10 | Hungaroring, Mogyoród                        | 17 de junho    | Deutsche Tourenwagen Masters      |
| 4  | 11 | Hungaroring, Mogyoród                        | 18 de junho    | Deutsche Tourenwagen Masters      |
| 4  | 12 | Hungaroring, Mogyoród                        | 18 de junho    | Deutsche Tourenwagen Masters      |
| 5  | 13 | Norisring, Nuremberg                         | 1 de julho     | Deutsche Tourenwagen Masters      |
| 5  | 14 | Norisring, Nuremberg                         | 2 de julho     | Deutsche Tourenwagen Masters      |
| 5  | 15 | Norisring, Nuremberg                         | 2 de julho     | Deutsche Tourenwagen Masters      |
| 6  | 16 | Circuito de Spa-Francorchamps, Francorchamps | 28 de julho    | Blancpain GT Series Endurance Cup |
| 6  | 17 | Circuito de Spa-Francorchamps, Francorchamps | 28 de julho    | Blancpain GT Series Endurance Cup |
| 6  | 18 | Circuito de Spa-Francorchamps, Francorchamps | 29 de julho    | Blancpain GT Series Endurance Cup |
| 7  | 19 | Circuito de Zandvoort, Zandvoort             | 19 de agosto   | Deutsche Tourenwagen Masters      |
| 7  | 20 | Circuito de Zandvoort, Zandvoort             | 20 de agosto   | Deutsche Tourenwagen Masters      |
| 7  | 21 | Circuito de Zandvoort, Zandvoort             | 20 de agosto   | Deutsche Tourenwagen Masters      |
| 8  | 22 | Nürburgring, Rhineland-Palatinate            | 9 de setembro  | Deutsche Tourenwagen Masters      |
| 8  | 23 | Nürburgring, Rhineland-Palatinate            | 10 de setembro | Deutsche Tourenwagen Masters      |
| 8  | 24 | Nürburgring, Rhineland-Palatinate            | 10 de setembro | Deutsche Tourenwagen Masters      |
| 9  | 25 | Red Bull Ring, Spielberg                     | 23 de setembro | Deutsche Tourenwagen Masters      |
| 9  | 26 | Red Bull Ring, Spielberg                     | 24 de setembro | Deutsche Tourenwagen Masters      |
| 9  | 27 | Red Bull Ring, Spielberg                     | 24 de setembro | Deutsche Tourenwagen Masters      |
| 10 | 28 | Hockenheimring, Baden-Württemberg            | 14 de outubro  | Deutsche Tourenwagen Masters      |
| 10 | 29 | Hockenheimring, Baden-Württemberg            | 14 de outubro  | Deutsche Tourenwagen Masters      |
| 10 | 30 | Hockenheimring, Baden-Württemberg            | 15 de outubro  | Deutsche Tourenwagen Masters      |

## Resultados
| R. | RN | Circuito                      | Pole position      | Volta mais rápida  | Piloto vencedor    | Equipe vencedora | Rookie vencedor |
| -- | -- | ----------------------------- | ------------------ | ------------------ | ------------------ | ---------------- | --------------- |
| 1  | 1  | Circuito de Silverstone       | Lando Norris       | Lando Norris       | Lando Norris       | Carlin           | Lando Norris    |
| 1  | 2  | Circuito de Silverstone       | Callum Ilott       | Joel Eriksson      | Joel Eriksson      | Motopark         | Mick Schumacher |
| 1  | 3  | Circuito de Silverstone       | Callum Ilott       | Callum Ilott       | Callum Ilott       | Prema Powerteam  | Lando Norris    |
| 2  | 1  | Autódromo Nacional de Monza   | Jehan Daruvala     | Lando Norris       | Lando Norris       | Carlin           | Lando Norris    |
| 2  | 2  | Autódromo Nacional de Monza   | Joel Eriksson      | Callum Ilott       | Joel Eriksson      | Motopark         | Lando Norris    |
| 2  | 3  | Autódromo Nacional de Monza   | Joel Eriksson      | Joel Eriksson      | Callum Ilott       | Prema Powerteam  | Lando Norris    |
| 3  | 1  | Circuit de Pau-Ville          | Callum Ilott       | Lando Norris       | Joel Eriksson      | Motopark         | Lando Norris    |
| 3  | 2  | Circuit de Pau-Ville          | Lando Norris       | Maximilian Günther | Maximilian Günther | Prema Powerteam  | Lando Norris    |
| 3  | 3  | Circuit de Pau-Ville          | Lando Norris       | Lando Norris       | Maximilian Günther | Prema Powerteam  | Jehan Daruvala  |
| 4  | 1  | Hungaroring                   | Maximilian Günther | Ferdinand Habsburg | Maximilian Günther | Prema Powerteam  | Jehan Daruvala  |
| 4  | 2  | Hungaroring                   | Callum Ilott       | Callum Ilott       | Callum Ilott       | Prema Powerteam  | Joey Mawson     |
| 4  | 3  | Hungaroring                   | Joel Eriksson      | Joel Eriksson      | Joel Eriksson      | Motopark         | Lando Norris    |
| 5  | 1  | Norisring                     | Jake Hughes        | Ralf Aron          | Maximilian Günther | Prema Powerteam  | Jehan Daruvala  |
| 5  | 2  | Norisring                     | Ralf Aron          | Callum Ilott       | Lando Norris       | Carlin           | Lando Norris    |
| 5  | 3  | Norisring                     | Maximilian Günther | Callum Ilott       | Jehan Daruvala     | Carlin           | Jehan Daruvala  |
| 6  | 1  | Circuito de Spa-Francorchamps | Lando Norris       | Nikita Mazepin     | Lando Norris       | Carlin           | Lando Norris    |
| 6  | 2  | Circuito de Spa-Francorchamps | Lando Norris       | Ferdinand Habsburg | Ferdinand Habsburg | Carlin           | Jehan Daruvala  |
| 6  | 3  | Circuito de Spa-Francorchamps | Callum Ilott       | Joel Eriksson      | Lando Norris       | Carlin           | Lando Norris    |
| 7  | 1  | Circuito de Zandvoort         | Lando Norris       | Lando Norris       | Lando Norris       | Carlin           | Lando Norris    |
| 7  | 2  | Circuito de Zandvoort         | Callum Ilott       | Callum Ilott       | Callum Ilott       | Prema Powerteam  | Lando Norris    |
| 7  | 3  | Circuito de Zandvoort         | Lando Norris       | Callum Ilott       | Lando Norris       | Carlin           | Lando Norris    |
| 8  | 1  | Nürburgring                   | Lando Norris       | Max Defourny       | Lando Norris       | Carlin           | Lando Norris    |
| 8  | 2  | Nürburgring                   | Jake Hughes        | Jake Hughes        | Jake Hughes        | Hitech GP        | Lando Norris    |
| 8  | 3  | Nürburgring                   | Callum Ilott       | Lando Norris       | Lando Norris       | Carlin           | Lando Norris    |
| 9  | 1  | Red Bull Ring                 | Callum Ilott       | Callum Ilott       | Callum Ilott       | Prema Powerteam  | Lando Norris    |
| 9  | 2  | Red Bull Ring                 | Joel Eriksson      | Lando Norris       | Joel Eriksson      | Motopark         | Lando Norris    |
| 9  | 3  | Red Bull Ring                 | Joel Eriksson      | Jake Hughes        | Joel Eriksson      | Motopark         | Jehan Daruvala  |
| 10 | 1  | Hockenheimring                | Callum Ilott       | Lando Norris       | Joel Eriksson      | Motopark         | Lando Norris    |
| 10 | 2  | Hockenheimring                | Callum Ilott       | Callum Ilott       | Callum Ilott       | Prema Powerteam  | Jehan Daruvala  |
| 10 | 3  | Hockenheimring                | Maximilian Günther | Maximilian Günther | Maximilian Günther | Prema Powerteam  | Lando Norris    |

## Classificação
Sistema de pontuação
| Posição | 1.º | 2.º | 3.º | 4.º | 5.º | 6.º | 7.º | 8.º | 9.º | 10.º |
| Pontos  | 25  | 18  | 15  | 12  | 10  | 8   | 6   | 4   | 2   | 1    |

### Campeonato de pilotos
| Pos.                                        | Piloto              | SIL | SIL | SIL | MNZ | MNZ | MNZ | PAU | PAU | PAU | HUN | HUN | HUN | NOR | NOR | NOR | SPA | SPA | SPA | ZAN | ZAN | ZAN | NÜR | NÜR | NÜR | RBR | RBR | RBR | HOC | HOC | HOC | Points |
| ------------------------------------------- | ------------------- | --- | --- | --- | --- | --- | --- | --- | --- | --- | --- | --- | --- | --- | --- | --- | --- | --- | --- | --- | --- | --- | --- | --- | --- | --- | --- | --- | --- | --- | --- | ------ |
| 1                                           | Lando Norris        | 1   | 9   | 3   | 1   | 2   | 2   | 2   | 2   | Ret | 8   | 14  | 3   | 11  | 1   | 3   | 1   | Ret | 1   | 1   | 3   | 1   | 1   | 2   | 1   | 4   | 2   | 17  | 2   | 11  | 4   | 441    |
| 2                                           | Joel Eriksson       | 4   | 1   | 2   | 4   | 1   | 4   | 1   | Ret | 5   | 10  | 2   | 1   | 4   | 10  | 7   | 9   | 2   | 2   | 2   | 12  | 12  | 10  | 9   | 8   | 2   | 1   | 1   | 1   | 4   | 2   | 388    |
| 3                                           | Maximilian Günther  | 3   | 4   | 4   | 7   | 4   | 3   | 3   | 1   | 1   | 1   | 6   | 6   | 1   | 3   | 2   | 3   | 3   | Ret | 3   | 7   | 3   | 13  | 12  | 7   | 3   | 7   | 5   | 10  | 2   | 1   | 383    |
| 4                                           | Callum Ilott        | Ret | 2   | 1   | 9   | 7   | 1   | Ret | 3   | 2   | 5   | 1   | 2   | Ret | 9   | 9   | 14  | 6   | 4   | 5   | 1   | 19  | 4   | 3   | 4   | 1   | 4   | Ret | 4   | 1   | 5   | 344    |
| 5                                           | Jake Hughes         | 13  | 3   | 13  | 10  | 13  | Ret | Ret | 6   | Ret | 2   | 4   | 7   | Ret | 2   | 5   | Ret | 4   | Ret | 8   | 2   | 5   | 2   | 1   | 2   | 11  | 13  | 16  | 12  | 5   | 8   | 207    |
| 6                                           | Jehan Daruvala      | 10  | 8   | 6   | 2   | 8   | 9   | 10  | 9   | 11  | 3   | 8   | 9   | 6   | 4   | 1   | 4   | 5   | 5   | 9   | 16  | 14  | 6   | 10  | 5   | 13  | 5   | 6   | 5   | 8   | 20  | 191    |
| 7                                           | Ferdinand Habsburg  | 12  | 13  | 12  | 3   | 5   | 5   | 8   | 8   | 6   | 15  | 10  | 12  | Ret | 15  | 8   | 8   | 1   | 6   | 4   | 6   | 2   | 5   | 6   | Ret | 6   | 9   | 4   | 3   | 20  | Ret | 187    |
| 8                                           | Guanyu Zhou         | 7   | 7   | Ret | 5   | 6   | 10  | Ret | Ret | 10  | 7   | 3   | 4   | 3   | 8   | 12  | 12  | 17  | 3   | 16  | 8   | 4   | 9   | 14  | Ret | 9   | 19  | 14  | 13  | 3   | 3   | 149    |
| 9                                           | Ralf Aron           | Ret | 16  | 10  | 8   | 9   | 8   | 5   | 5   | 3   | Ret | 12  | 13  | 9   | 5   | 4   | 11  | 8   | 7   | Ret | 10  | 8   | 14  | 5   | 3   | 12  | 6   | 18  | 8   | 10  | 19  | 123    |
| 10                                          | Nikita Mazepin      | Ret | 15  | 7   | 11  | 10  | 11  | 4   | 7   | Ret | 12  | 11  | 10  | 10  | 18  | 10  | 2   | 7   | 11  | 11  | 11  | 10  | Ret | 11  | 16  | Ret | 3   | 2   | 6   | 6   | 7   | 108    |
| 11                                          | Harrison Newey      | 6   | 10  | 9   | 17  | Ret | 15  | 6   | 4   | 4   | 6   | 15  | 18  | 5   | 7   | 15  | 7   | 13  | 9   | 10  | 4   | 7   | 12  | 8   | 6   | 19  | 12  | 11  | 14  | 14  | 17  | 106    |
| 12                                          | Mick Schumacher     | 8   | 6   | 17  | 6   | 3   | 6   | 9   | 11  | 12  | 9   | 9   | 11  | 7   | 12  | Ret | 6   | 9   | 8   | 6   | 9   | 11  | 8   | 15  | 11  | 7   | 10  | 8   | 11  | 18  | 18  | 94     |
| 13                                          | Joey Mawson         | 5   | 11  | 8   | 14  | 16  | Ret | Ret | 16  | Ret | 4   | 7   | 8   | Ret | 13  | 11  | 5   | 10  | 10  | 14  | 14  | 9   | 3   | 7   | 20  | 18  | 8   | 7   | 15  | 15  | 9   | 83     |
| 14                                          | Pedro Piquet        | 9   | 18  | 11  | 16  | Ret | 7   | 7   | 13  | 8   | 17  | 13  | 14  | 2   | 6   | Ret | 10  | 16  | 12  | 7   | Ret | 6   | Ret | 17  | 13  | 10  | 15  | 15  | 7   | 7   | 6   | 80     |
| 15                                          | Tadasuke Makino     | 11  | 19  | 15  | 12  | 14  | 13  | 13  | 12  | 7   | 13  | 17  | 17  | 8   | 14  | Ret |     |     |     | Ret | 15  | 16  | 7   | 4   | 19  | 5   | 17  | 3   | 9   | 9   | 11  | 57     |
| 16                                          | David Beckmann      | 14  | 17  | 14  | Ret | 15  | 14  | 11  | 14  | Ret | 11  | 5   | 5   | 12  | 11  | 6   | Ret | 15  | 16  | Ret | 5   | 13  | Ret | 16  | 15  | 8   | 11  | 9   | 17  | 13  | 10  | 45     |
| 17                                          | Jake Dennis         | 2   | 5   | 5   | Ret | Ret | Ret | Ret | 10  | 9   |     |     |     |     |     |     |     |     |     |     |     |     |     |     |     |     |     |     |     |     |     | 41     |
| 18                                          | Max Defourny        |     |     |     |     |     |     |     |     |     |     |     |     |     |     |     |     |     |     |     |     |     | 11  | 18  | 9   |     |     |     |     |     |     | 2      |
| 19                                          | Marino Sato         | 16  | 12  | 18  | 13  | 11  | 12  | 14  | Ret | 13  | 16  | 16  | 15  | 13  | 16  | 13  | 15  | 11  | 14  | 15  | 18  | 17  | 16  | Ret | 12  | 14  | 16  | 10  | 18  | 19  | 16  | 1      |
| 20                                          | Sacha Fenestraz     |     |     |     |     |     |     |     |     |     |     |     |     |     |     |     |     |     |     |     |     |     | 15  | 13  | 10  |     |     |     |     |     |     | 1      |
| 21                                          | Keyvan Andres Soori | 15  | 14  | 16  | 15  | 12  | Ret | 12  | 15  | Ret | 14  | 18  | 16  | 14  | 17  | 14  | 13  | 12  | 13  | 12  | 13  | 15  | 17  | 19  | 14  | 15  | 14  | Ret | 20  | Ret | 14  | 0      |
| 22                                          | Ameya Vaidyanathan  |     |     |     |     |     |     |     |     |     |     |     |     |     |     |     | 16  | 14  | 15  | 13  | 17  | 18  | 19  | 21  | 18  |     |     |     |     |     |     | 0      |
| 23                                          | Petru Florescu      |     |     |     |     |     |     |     |     |     |     |     |     |     |     |     |     |     |     |     |     |     | 18  | 20  | 17  | 17  | 18  | 13  |     |     |     | 0      |
| Pilotos convidados inelegíveis para pontuar |                     |     |     |     |     |     |     |     |     |     |     |     |     |     |     |     |     |     |     |     |     |     |     |     |     |     |     |     |     |     |     |        |
|                                             | Jüri Vips           |     |     |     |     |     |     |     |     |     |     |     |     |     |     |     |     |     |     |     |     |     |     |     |     |     |     |     | 21  | 12  | 12  | 0      |
|                                             | Devlin DeFrancesco  |     |     |     |     |     |     |     |     |     |     |     |     |     |     |     |     |     |     |     |     |     |     |     |     | 16  | 20  | 12  | 19  | 17  | 14  | 0      |
|                                             | Felipe Drugovich    |     |     |     |     |     |     |     |     |     |     |     |     |     |     |     |     |     |     |     |     |     |     |     |     |     |     |     | 16  | 16  | 15  | 0      |
| Pos.                                        | Piloto              | SIL | SIL | SIL | MNZ | MNZ | MNZ | PAU | PAU | PAU | HUN | HUN | HUN | NOR | NOR | NOR | SPA | SPA | SPA | ZAN | ZAN | ZAN | NÜR | NÜR | NÜR | RBR | RBR | RBR | HOC | HOC | HOC | Pontos |

### Campeonato deRookies
| Pos. | Piloto          | SIL | SIL | SIL | MNZ | MNZ | MNZ | PAU | PAU | PAU | HUN | HUN | HUN | NOR | NOR | NOR | SPA | SPA | SPA | ZAN | ZAN | ZAN | NÜR | NÜR | NÜR | RBR | RBR | RBR | HOC | HOC | HOC | Pontos |
| ---- | --------------- | --- | --- | --- | --- | --- | --- | --- | --- | --- | --- | --- | --- | --- | --- | --- | --- | --- | --- | --- | --- | --- | --- | --- | --- | --- | --- | --- | --- | --- | --- | ------ |
| 1    | Lando Norris    | 1   | 9   | 3   | 1   | 2   | 2   | 2   | 2   | Ret | 8   | 14  | 3   | 11  | 1   | 3   | 1   | Ret | 1   | 1   | 3   | 1   | 1   | 2   | 1   | 4   | 2   | 17  | 2   | 14  | 4   | 628    |
| 2    | Jehan Daruvala  | 10  | 8   | 6   | 2   | 8   | 10  | 10  | 9   | 11  | 3   | 8   | 9   | 6   | 4   | 1   | 4   | 5   | 5   | 9   | 16  | 14  | 6   | 10  | 5   | 13  | 5   | 6   | 5   | 8   | 20  | 539    |
| 3    | Mick Schumacher | 8   | 6   | 17  | 6   | 3   | 6   | 9   | 11  | 12  | 9   | 9   | 11  | 7   | 12  | Ret | 6   | 9   | 8   | 6   | 9   | 11  | 8   | 15  | 11  | 7   | 10  | 8   | 11  | 18  | 18  | 436    |
| 4    | Joey Mawson     | 5   | 11  | 8   | 14  | 16  | Ret | Ret | 16  | Ret | 4   | 7   | 8   | Ret | 13  | 11  | 5   | 10  | 10  | 14  | 14  | 9   | 3   | 7   | 20  | 18  | 8   | 7   | 15  | 15  | 9   | 392    |
| 5    | Marino Sato     | 16  | 12  | 18  | 13  | 11  | 12  | 14  | Ret | 13  | 16  | 16  | 15  | 13  | 16  | 13  | 15  | 11  | 14  | 15  | 18  | 17  | 16  | Ret | 12  | 14  | 16  | 10  | 18  | 19  | 16  | 304    |
| 6    | Max Defourny    |     |     |     |     |     |     |     |     |     |     |     |     |     |     |     |     |     |     |     |     |     | 11  | 18  | 9   |     |     |     |     |     |     | 33     |
| 7    | Sacha Fenestraz |     |     |     |     |     |     |     |     |     |     |     |     |     |     |     |     |     |     |     |     |     | 15  | 13  | 10  |     |     |     |     |     |     | 32     |

### Campeonato de equipes
Prior to each round of the championship, two drivers from each team – if applicable – were nominated to score teams' championship points.
| Pos | equipe                | Pontos |
| --- | --------------------- | ------ |
| 1   | Prema Powerteam       | 829    |
| 2   | Carlin                | 702    |
| 3   | Motopark              | 614    |
| 4   | Hitech GP             | 463    |
| 5   | Van Amersfoort Racing | 357    |

## Ligações Externas
- Website oficial da Fórmula 3 Euroseries